# Johs Harviken
Johs Harviken (né le 6 avril 1943) est un ancien fondeur norvégien.

## Palmarès

### Jeux olympiques
| Épreuve / Édition | Sapporo 1972 |
| 15km              | 15e          |
| 30km              | Bronze       |
| 4x10km            | Argent       |